# نقاشی نوین
نقاشی نوین کتابی از احسان یارشاطر است دربارهٔ نقّاشیِ مدرن از اواخرِ قرنِ نوزدهم (امپرسیونیسم) تا میانه‌های قرنِ بیستمِ میلادی (پاپ آرت). جلدِ یکمش سالِ ۱۳۴۴ و دوّم سالِ ۱۳۴۵ با نامِ مستعارِ ا. ی. رهسپر منتشر شد.